# Colchicum mirzoevae
Colchicum mirzoevae är en tidlöseväxtart som först beskrevs av Elenora Tzolakovna Gabrieljan, och fick sitt nu gällande namn av Karin Persson. Colchicum mirzoevae ingår i släktet tidlösor, och familjen tidlöseväxter. Inga underarter finns listade i Catalogue of Life.

## Bildgalleri

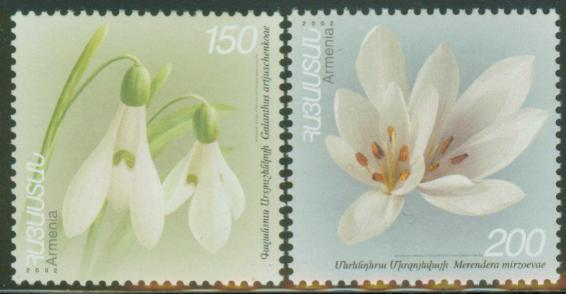